# Oscar Rossano
Oscar F. Rossano fue un famoso pianista, director de orquesta y compositor argentino.

## Carrera
Músico que actuó en las primeras décadas del siglo veinte. Con su piano hizo su aporte en la difusión del tango tocando en distintos cafés, cabarets y también en academias de baile. Compuso el tema: Noche de estío.
En 1930 toca con Orquesta de Pedro Maffia la ranchera Remangate las enaguas con letra de Juan Velich, bajo el sello discográfico Columbia Record 6010-B.
Integró los primeros elencos de la emisora Radio Prieto en sus inicios junto a Herminia Velich. También trabajó junto a su orquesta por Radio Belgrano, por la que pasaron cantores como Antonio Rodríguez Lesende y el bandoneonista en 1935. En 1938 se integró a su orquesta el bandoneonista Ricardo Pedevilla.

## Vida privada
Estuvo casado desde 1929 con la cancionsta Herminia Velich hasta la muerte de ella en 1956. Junto con Velich formaron un dúo musical popular en aquellos años.

## Temas interpretados
- Noche de estío.
- Remangate las enaguas (1930).
- Te quiero porque sos reo (1931), luego cantado por Tania.[4]